# Восточный (банк)
Банк «Восточный» — ранее существовавший универсальный банк федерального значения. Специализировался на розничном кредитовании и предлагал полный комплекс услуг для предпринимателей. Располагал широкой сетью продаж, преимущественно на Дальнем Востоке и в Восточной Сибири. Банк участвовал в системе страхования вкладов и был включен в реестр кредитных организаций, признанных Банком России значимыми на рынке платёжных услуг.

## История
ПАО КБ «Восточный» был образован в мае 1991 года в г. Благовещенске Амурской области и именовался на тот момент ЗАО «Дальневосточный региональный акционерный банк Внешторгбанка РФ» (Дальвнешторгбанк). С начала 2006 года кредитная организация функционировала как ОАО «Восточный экспресс банк» (КБ «Восточный»), а осенью 2014 года организационно-правовая форма была преобразована в публичное акционерное общество (сокращенное наименование — ПАО "КБ «Восточный»).
В 2001 году в число акционеров и ключевых партнеров банка вошел «Сибакадембанк» (позднее — «Урса Банк», на текущий момент присоединен к МДМ Банку). В 2009 году банк успешно завершил процедуры объединения с ОАО «Эталонбанк» (июнь) и ЗАО КБ «Движение» (октябрь), а в 2010 году — с «Камабанк» (май) и ОАО «Ростпромстройбанк» (сентябрь). В июле 2010 года банк приобрел 100 % долей ООО «Городской Ипотечный банк». В декабре 2010 банк приобрел 100 % акционерного капитала ЗАО «Сантандер Консьюмер Банк», являющегося российским подразделением европейского банка «Grupo Santander».
В ноябре 2010 года у банка появился новый акционер, специализирующийся на вложениях в РФ и других странах СНГ в фонд прямых инвестиций Baring Vostok Private Equity Fund, который выкупил 20 % акций банка. А затем довёл пакет до контрольного (51,62 %).
В 2016-м к «Восточному» присоединился Юниаструм банк Артёма Аветисяна. В результате слияния банков компания Аветисяна Finvision Holdings Limited стала контролировать 32 % акций банка. Планировалось, что в будущем Finvision Holdings Limited станет мажоритарным акционером. Для чего компания Evison Holdings Limited под контролем Baring Vostok предоставила структуре Finvision Holdings Limited Артёма Аветисяна опцион на 9,9 % акций банка за 750 млн руб. Опцион первоначально был предоставлен на срок до 28 февраля 2017 года, а впоследствии был продлён до 31 марта 2018 года.
По результатам проверки банка 1 августа 2016 года Центральный Банк обнаружил значительные искажения данных. В частности длительность просроченной задолженности была искажена на 7,7 млд. рублей. Кроме того на сумму 2,1 млд. рублей были сформированны ненадлежащие активы. Уменьшение капитала в связи с этими искажениями создало «возникновение в деятельности банка оснований для осуществления мер по предупреждению банкротства», однако в итоге был согласован план по повышению устойчивости и банка. По итогам акционерами банка «Восточный» был подан иск к управляющей компании Baring Vostok, ранее контролирующей банк.
В 2018 году разгорелся корпоративный конфликт между Finvision и Baring Vostok по поводу опциона на 9,9 % акций «Восточного». Finvision затребовал исполнение опциона, однако Baring Vostok отказался его исполнять, и спор перешел в судебную плоскость. После нескольких судебных разбирательств, 18 июня 2019 года, структуры Baring Vostok исполнили опцион.
В феврале 2019 года миноритарный акционер «Восточного» Шерзод Юсупов подал заявление с просьбой о возбуждении уголовного дела против основателя и старшего партнёра инвестиционного фонда Baring Vostok Майкла Калви. 15 февраля Калви и ещё пятерых человек задержали в Москве по подозрению в причастности к хищению у банка «Восточный» 2,5 млрд рублей, а на следующий день Басманный суд принял решение об аресте.
Следствие по делу длилось почти два года. 2 февраля 2021 года Мещанский суд Москвы приступил к рассмотрению по существу дела Baring Vostok.
В августе 2021 года суд назначил топ — менеджерам фонда Baring Vostok условные сроки по делу о растрате средств банка «Восточный».
Представители Baring Vostok утверждали, что инициирование уголовного дела было попыткой давления на компанию в корпоративном споре с другими акционерами банка «Восточный». Но позже стороны конфликта опровергли эту информацию и публично заявили о том, что корпоративный спор и уголовное дело не связанные между собой процессы.
В апреле 2021 года Совкомбанк закрыл сделку по покупке долей в «Восточном» у Baring Vostok, «Финвижн холдингс» и Шерзода Юсупова. К IV кварталу 2021 года банк планировал разрешить вопросы с миноритарными акционерами и полностью консолидировать кредитную организацию. Совладелец и первый заместитель председателя Совкомбанка Сергей Хотимский в интервью РБК сообщал, что полное присоединение «Восточного» к Совкомбанку с отказом от отдельного бренда запланировано на 2022 год.
В феврале 2022 года банк «Восточный» был окончательно поглощен «Совкомбанком» и перестал существовать. На баланс «Совкомбанка» перешел 1 млн кредитов на сумму 76 млрд руб. и портфель депозитов и текущих счетов на сумму 116 млрд руб.

## Собственники и руководство
В 2020 году более 80 % акций КБ «Восточный» принадлежало крупным институциональным инвесторам. В их числе фонд прямых инвестиций Baring Vostok и Финвижн Холдингс Лимитед.
В марте 2021 года в СМИ появилась информация, что купить банк «Восточный» планирует «Совкомбанк». По данным «Интерфакса», все акционеры банка «Восточный», включая «Финвижн холдингс» Артема Аветисяна, который стал основным акционером банка, Baring Vostok и Шерзода Юсупова, подписали документы, обязывающие продать акции «Восточного» «Совкомбанку».
Сделка была закрыта 8 апреля 2021 года. «Совкомбанк» приобрел 88-процентный пакет «Восточного» за 8,7 миллиарда рублей. До конца года предполагается выкупить оставшуюся часть акций у миноритарных акционеров, а весной 2022 года полностью интегрировать «Восточный» в структуру «Совкомбанка» и ликвидировать бренд.
В феврале 2022 года банк «Восточный» был окончательно поглощен «Совкомбанком» и перестал существовать. На баланс «Совкомбанка» перешел 1 млн кредитов на сумму 76 млрд руб. и портфель депозитов и текущих счетов на сумму 116 млрд руб.

## Деятельность

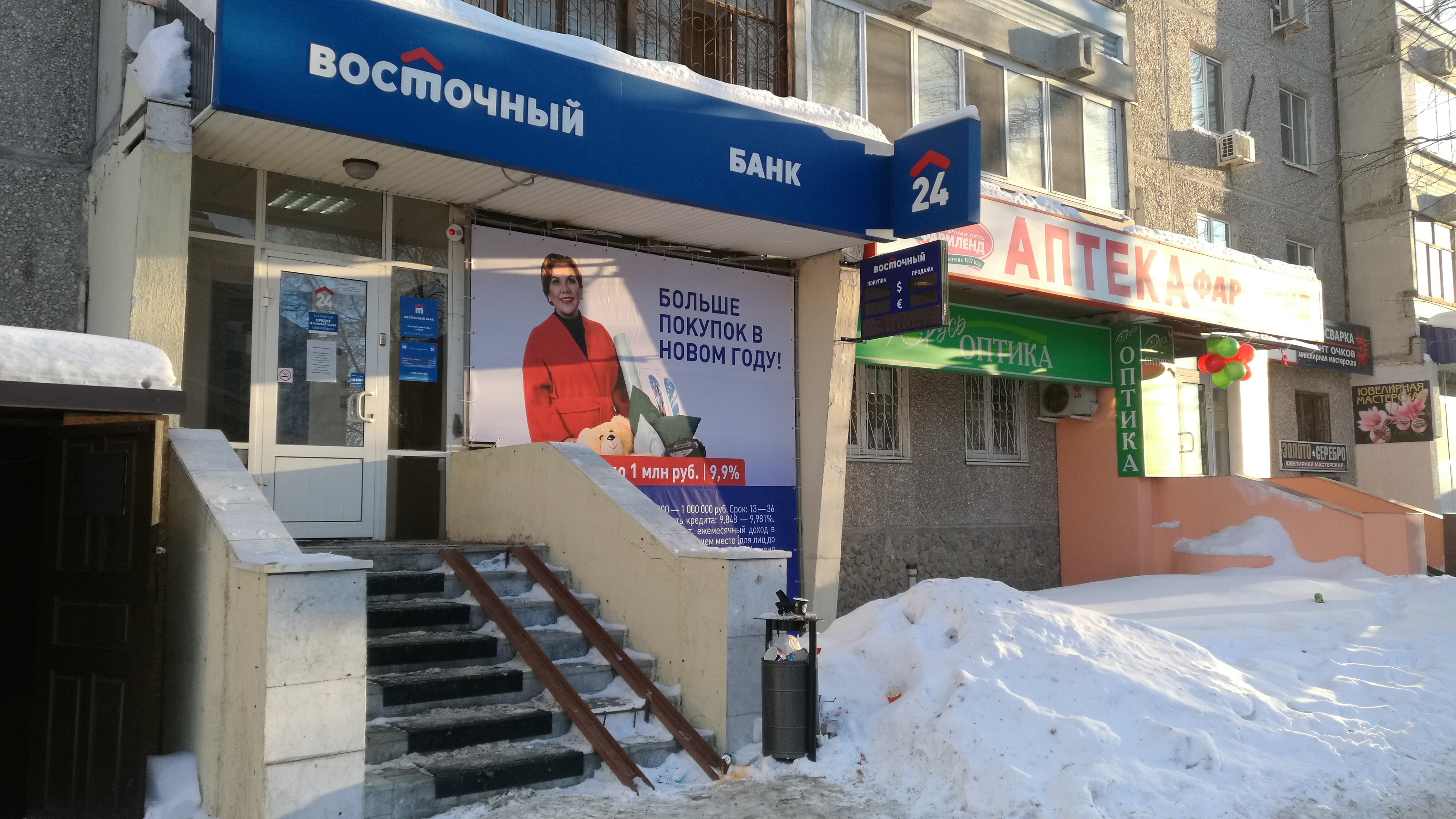
Отделение банка в Тюмени

Банк «Восточный» — универсальный банк федерального значения. Размещает облигации на Московской бирже. Принимает вклады (в 2018 году — 22 место в России по объёму депозитов физических лиц) и выдает кредиты (в 2018 году — 19 место в России по размеру кредитного портфеля физическим лицам) населению. Занимает 5 место на российском рынке кредитных карт по объёму портфеля. По объёму выданных гарантий в рамках 44-ФЗ в 2018 году банк занимал 4 место в России.
Основные направления деятельности банка: потребительское кредитование, в том числе выдача кредитов наличными и кредитных карт, различные небанковские комиссионные продукты.
Банк «Восточный» имеет 3 территориальных управления, 8 региональных филиалов и свыше 700 отделений.
В 2018 году занимал 32 место среди российских банков по объёму активов и 31 место по размеру чистой прибыли.

## Рейтинги
Рейтинговая оценка рейтингового агентства «Эксперт РА» — «ruB-», прогноз — «стабильный» (присвоена в июне 2020 года).
Аналитическое кредитное рейтинговое агентство (АКРА) — «B+(RU)», прогноз — «стабильный».
Moody’s Investors Service — рейтинг кредитоспособности — «B3», рейтинг риска контрагента — «B2».